# NGC 7165
NGC 7165 este o galaxie spirală situată în constelația Vărsătorul. A fost descoperită în 6 septembrie 1793 de către William Herschel.